# Batalla de Beauport
La batalla de Beauport va ser un enfrontament armat que va enfrontar a la Royal Navy del Regne de la Gran Bretanya i les forces terrestres de França. El combat es va produir el 31 de juliol de 1759 a la Ciutat de Quebec, ja que els britànics pretenien prendre per les armes.

## Antecedents
La campanya de 1758 de la Guerra Franco-Índia fou exitosa per als britànics, que va enviar més de 40.000 homes contra Nova França, aconseguit avenços clau de la captura de Louisbourg i la destrucció de Fort Frontenac, encara que havien sigut aturats pel general francès Louis-Joseph de Montcalm a la batalla de Fort Carillon.
William Pitt va continuar la política agressiva en 1759, organitzant campanyes contra el cor de la Nova França, les comunitats canadenca de Ciutat de Quebec i Mont-real al riu Sant Llorenç. Per a la Campanya contra el Quebec, el general James Wolfe va rebre el comandament d'un exèrcit d'uns 7.000 homes.

## Batalla
James Wolfe va ordenar desembarcar a la zona de Beauport, on s'havien atrinxerat els francesos. Tot i el fort bombardeig britànic, les defenses franceses van aguantar i els britànics no van poder aconseguir el seu objectiu. Els ferits d'ambdós bàndols van ser atesos a l'Hospital General de la Ciutat de Quebec.

## Conseqüències
Els britànics ho van tornar a intentar una mica més amunt, el 13 de setembre, a la batalla de les Planes d'Abraham.